# Антич, Мирослав
Ми́рослав «Ми́ка» А́нтич (серб. Мирослав "Мика" Антић; 14 марта 1932, Мокрин — 24 июня 1986, Нови-Сад) — югославский поэт, режиссёр, журналист и художник. В своём творчестве был заметной фигурой художественного направления Югославская чёрная волна. Наряду с Джурой Якшичем признан одним из лучших художников слова, воспевших Воеводину.

## Биография
Мирослав Антич родился 14.03.1932 года в селе Мокрин на севере Воеводины. В родном селе завершил основную школу, в гимназии учился в городах Кикинда и Панчево, а высшее образование получал в Белграде.
До того, как к нему пришло литературное признание, Мирослав Антич сменил разные профессии: был моряком, работал в кукольном театре.
Кроме литературы, занимался журналистикой, режиссурой, рисованием. В разные годы был редактором изданий «Ритам», «Дневник», «Младо поколенье».
Бо́льшую часть жизни провел в Нови-Саде, которому посвятил многие свои произведения.
Мирослав Антич был дважды женат, имел шестерых детей.
Умер 24 июня 1986 года в Нови-Саде. Похоронен на Новом кладбище Нови-Сада.
В «Дунайском парке» Нови-Сада Мирославу Античу воздвигнут памятник. В центре Нови-Сада, как и во многих других городах Сербии, его именем названы улицы.

## Творчество
Начало своего поэтического пути Мирослав Антич описал так:
Когда я написал первое стихотворение? Это вопрос, который ставится всем писателям, а я никогда в жизни не написал первое стихотворение, но написал второе. Первое я переписал от Десанки Максимович. Я тогда был учеником третьего класса основной школы в одном селе, которое было очень далеко. В основном без книг и тетрадей, пером мы нечто на дощечках писали. И я докопался до той книги Десанкиной, которая мне страшно нравилась, и отобрал одно красивое стихотворение, и переписал его, и провозгласил, что оно моё. И село есть село: очень быстро разошлось, что я написал одно очень красивое стихотворение, и все кивали головой и говорили, что я однажды стану одним большим, большим настоящим поэтом. Я второе стихотворение после не смел переписать из книги, чтобы меня не разоблачили, а боялся, что если напишу сам, точно будет хуже. И так я той славой жил целый третий класс основной школы, и прославился по селу, а когда завершилась школа, как и сегодня, отличникам в школе дают книги в подарок в конце учебного года. И я также получил книгу, хотя и не был совсем уж хорошим учеником… Но я получил одну отличную книгу, красиво упакованную в бумагу, в отличие от других малышей, отличников, которые получили книги без упаковки. И увидел я, что мне учитель купил ту самую книгу Десанки Максимович, из которой я переписал то стихотворение. Очень тактичным, интеллигентным и правильным образом он мне сказал, что я украл кое-что, что не моё, и предупредил меня. Очень большая удача, что он это тогда сделал. Если бы тогда не сделал, наверно я бы крал всю жизнь, наверно бы переписывал у других людей и далее, наверно никогда не имел бы удовольствие сотворить что-то самому… Мне кажется, что наивысшее удовольствие, когда человек сам нечто сотворит, своё, собственное. И одним утром лежим я и мои дети в кровати и слушаем «Радио Белград»… И один малыш из Ниша читает пять своих стихотворений, пять дивных своих стихотворений, которые нам страшно понравились. И мне мои дети говорят: «Послушай, папа, это твои стихотворения!» Мне очень дорого, что я дожил сегодня до того, что кто-то другой переписывает у меня. Думаю, что наивысшее счастье человека, если у него крадут, когда имеет, а не когда он вынужден красть у других, если не имеет.
Поэт Мирослав Антич в одном интервью сказал, что перечитал много писателей, и все они оказали на него влияние, но мало тех, кто остался его вечными и хорошими друзьями. В детской литературе, например, он никогда не разочаровался в Сент-Экзюпери. В своём творчестве, наподобие Сент-Экзюпери, стремился показать, как ценны мелкие детали, которых взрослые люди не замечают. Он писал о деталях, которые человека окружают, а тот не в состоянии их заметить за ежедневной рутиной.
В обращении к детям он однажды сказал:
Мои стихи – это не стихи, но письма каждому из вас. Они не в этих словах, но в вас, а слова лишь употребляются, как ключи, чтобы открыть двери, за которыми некая поэзия уже пережита, уже завершена, уже много раз повторена, ждёт взаперти, пока её кто-нибудь освободит.
Мирослав Антич режиссировал фильмы «Доручак са ђаволом», «Свети песак», «Широко је лишће», «Страшан лав». Многие из них, особенно «Доручак са ђаволом» («Завтрак с дьяволом»), за критику двойной морали времён правления Тито были запрещены и уничтожены. Некоторые были восстановлены лишь в конце девяностых.
Мирослав Антич был одним из ярких представителей югославской богемы. Его богемный образ жизни метко характеризует каламбур о нём:
Čika Jova deci, čika Mika Antić dva deci

## Произведения
Сборники поэзии:
- «Војводина»
- «Испричано за пролеће» (1951)
- «Рождество твоје»
- «Плаво небо»
- «Насмејани свет» (1955)
- «Псовке нежности»
- «Концерт за 1001 бубањ» (песме) (1962)
- «Мит о птици»
- «Шашава књига»(1972)
- «Издајство лирике»

Сборники поэзии для детей:
- «Плави чуперак» (1965)
- «Хороскоп» (1983)
- «Прва љубав» (1978)
- «Гарави сокак» (1973)
- «Живели прекосутра» (1974)
- «Плава звезда»

## Награды
За своё творчество Мирослав Антич получил многочисленные награды, в числе которых: две «Невенове» премии, премию за достижения в поэзии для детей, «Горанову» премию, премию «Стерийиног позоришта». Награждён Орденом «За заслуги перед народом» I степени.